# Брыль, Антон Франтишек
Антон Франтишек Брыль (бел. Антон Францішак Брыль; род. 1982, Минск) — белорусский переводчик и поэт. Один из крупных переводческих трудов — древнеанглийская поэма «Беовульф».

## Биография
Внук Янки Брыля. Окончил математический класс Лицея БГУ (1999), факультет прикладной математики и информатики БГУ по специальности «математик-программист» (2004). Весной 2008 года получил степень PhD в Трентском университете (Италия) по специальности «machine learning». Работал на факультете информатики Дублинского городского университета. Жил в Дублине, Цюрихе, Лондоне.

## Творчество и признание
21 июня 2011 года в Минске прошла презентация сборника «Не ўпаў жолуд», содержащего стихи и маленькие поэмы, написанные в 2003—2011 гг. Сказочная повесть «Ян Ялмужна» вышла отдельным изданием в 2014 году.
Впервые перевёл на белорусский язык самый ранний неанонимный памятник древнеанглийской поэзии — гимн Кэдмона. Автор перевода древнеанглийского эпоса «Беовульф» (бел. Бэўвульф); отрывки публиковались в журналах «Наша вера» и «Дзеяслоў», отдельное издание увидело свет в июне 2013 года. Перевёл сказку Д. Толкина «Кузнец из Большого Вуттона», отдельные произведения А. Э. Одынца, Ч. Диккенса, У. Б. Йейтса, Катулла, С. Кларк, Ф. Д. Князьнина, Ю. Урсын-Немцевича и других.
Финалист конкурса молодых литераторов имени Владимира Короткевича (2005). Сборник «Не ўпаў жолуд», занявший 2-е место среди 10 наиболее значительных литературно-художественных изданий 2011 года по версии журнала «Маладосць» и 10-е место по версии газеты «Наша Ніва», признан лучшей дебютной книгой поэзии 2011 года согласно Белорусскому ПЕН-центру и Союзу белорусских писателей. Лауреат премии журнала «ПрайдзіСвет» (2011) за переводы с польского и латыни. Перевод «Бэўвульфа» газета «Звязда» назвала „лучшей белорусской книгой 2013 года“.
Обнаружил в библиотеке АН Литвы и подготовил к печати сонеты Бенедикта Янковского, белорусского польскоязычного поэта середины XIX века.